# HMS Jervis
HMS Jervis – brytyjski niszczyciel z okresu II wojny światowej, należący do typu J (J/K/N), w służbie Royal Navy w latach 1939–1949. Nosił znaki burtowe F00, G00. Służył głównie na Morzu Śródziemnym, gdzie się odznaczył w wielu akcjach, stając się jednym z najbardziej uhonorowanych brytyjskich okrętów. Był jednym z dwóch niszczycieli typu J, które przetrwały wojnę.

## Budowa
„Jervis” był głównym okrętem typu niszczycieli J; stępkę pod jego budowę jako pierwszego okrętu typu położono 26 sierpnia 1937, wodowano go też jako pierwszy 9 września 1938. Okręt budowano w stoczni R. and W. Hawthorn, Leslie and Company w Hebburn (łącznie z niszczycielem „Kelly”, będącym okrętem flagowym identycznego typu K). Do służby w Royal Navy wcielono go 8 maja 1939, a 12 maja 1939 ukończył próby odbiorcze. „Jervis” wykończono jako okręt flagowy flotylli, z dodatkowymi pomieszczeniami sztabowymi w przedłużonej tylnej nadbudówce, w związku z tym zgodnie z brytyjskim systemem otrzymał nazwę na cześć admirała Johna Jervisa, zaczynającą się na literę J, podobnie jak u innych okrętów typu.

## Służba

### Morze Północne 1939–1940
„Jervis” wszedł do służby tuż przed wybuchem II wojny światowej i został okrętem flagowym 7. Flotylli Niszczycieli, w skład której flotylli weszły pozostałe okręty typu J (później ich przydział się zmieniał). Dowódcą niszczyciela i flotylli był komandor Philip Mack. Flotylla ta wchodziła początkowo w skład Floty Metropolii (Home Fleet), a po wybuchu wojny bazowała w ujściu rzeki Humber, jako część sił Humber Force. Przez pierwsze miesiące wojny niszczyciele flotylli głównie patrolowały na Morzu Północnym i eskortowały tam konwoje przybrzeżne. „Jervis” brał udział w przechwyceniu trzech niemieckich statków – przerywaczy blokady, atakował też kilkakrotnie bezskutecznie okręty podwodne. 9 października 1939 brał udział w wypadzie flotylli i trzech krążowników na Skagerrak, gdzie był bezskutecznie atakowany przez lotnictwo, następnie odholował do bazy niszczyciel „Jupiter”, który miał awarię siłowni. 19 marca 1940 „Jervis” został uszkodzony w kolizji ze szwedzkim parowcem SS „Tor”, po czym był remontowany do II połowy czerwca 1940 (nie brał przez to udziału w kampanii w Norwegii, a okrętem flagowym kmdra Macka stał się „Janus”).

### Morze Śródziemne 1940–1944
Pod koniec czerwca 1940 „Jervis” został przeniesiony do Floty Śródziemnomorskiej, docierając 2 lipca 1940 na Maltę, gdzie 3 lipca został nieznacznie uszkodzony przez bliskie wybuchy włoskich bomb. 9 lipca około godz. 23, tuż po bitwie brytyjskich sił głównych koło przylądka Stilo, opuścił Maltę eskortując szybki konwój ewakuacyjny MF.1 z trzema statkami, jako zespół D (Force D) ze starszymi niszczycielami „Diamond” i „Vendetta”. 13 lipca dotarł z konwojem do Aleksandrii, zostając ponownie okrętem flagowym komandora Macka, dowodzącego 14 Flotyllą Niszczycieli (w jej skład wchodziły wówczas „Janus”, „Juno”, „Mohawk” i „Nubian”). Brał tam następnie aktywny udział w działaniach przeciw flocie i żegludze włoskiej oraz osłonie konwojów na Maltę i działań głównych sił floty, na wschodnim Morzu Śródziemnym. Ostrzeliwał cele lądowe na wybrzeżu afrykańskim, m.in. Sidi Barrani 22 września 1940, Tobruk w styczniu 1941 i Trypolis (21 kwietnia 1941). Brał udział m.in. w operacjach konwojowych Coat i Barbarity (listopad 1940), Hide (grudzień 1941), MC-4 i Excess (styczeń 1941), MC-9 (marzec 1941). W marcu 1941 „Jervis” brał udział w bitwie pod Matapanem, w której dobił torpedami uszkodzone włoskie krążowniki „Zara” i „Pola”.
8 kwietnia 1941 „Jervis”, „Janus”, „Nubian” i „Mohawk” utworzyły Zespół K, działający z Malty przeciw żegludze pomiędzy Włochami a Afryką. 16 kwietnia 1941 w nocy zespół zatopił koło Kerkennah konwój pięciu statków i trzy włoskie niszczyciele „Luca Tarigo”, „Baleno” i „Lampo” (tzw. konwój Tarigo), przy tym „Jervis” brał bezpośredni udział w zatopieniu „Baleno” i „Luca Tarigo” (alianci utracili HMS „Mohawk”).
18-20 kwietnia 1941 „Jervis” osłaniał z głównymi siłami Floty operację konwojową na Maltę MD-2, a 21 kwietnia brał udział w akcji sił głównych floty ostrzeliwujących Trypolis (operacja MD.3, z pancernikami „Warspite”, „Barham” i „Valiant”. Następnie, 22 kwietnia niszczyciele „Jervis”, „Janus”, „Juno” i „Jaguar” przebazowano na Maltę, w skład zespołu K. W nocy 23/24 kwietnia zespół ten przeprowadził wypad na poszukiwanie włoskiego konwoju, którego nie odnaleziono, lecz zatopiono włoski statek „Egeo” (3311 BRT). 28 kwietnia „Jervis” z innymi okrętami przebazował do Aleksandrii, eskortując transportowiec „Breconshire”. 6–12 maja 1941 wziął udział w osłonie sił głównych w operacji zaopatrzenia Malty MD.4 (Tiger).
Od połowy maja 1941 „Jervis” uczestniczył w bitwie o Kretę i ewakuacji tej wyspy 29/30 maja. Od połowy czerwca 1941 brał udział w kampanii syryjskiej przeciw kolonialnym rządom Francji Vichy i 14 czerwca ostrzeliwał cele nadbrzeżne, a w nocy 16 czerwca z niszczycielem HMS „Kimberley” uszkodził lekko francuskie wielkie niszczyciele „Valmy” i „Guépard”. 27–28 czerwca ostrzeliwał cele brzegowe w rejonie Ad-Damur.
Odbywał następnie rejsy zaopatrzeniowe do okrążonego Tobruku. Nocami 19/20, 22/23, 26/27 sierpnia 1941 brał udział w przetransportowaniu do Tobruku polskiej Samodzielnej Brygady Strzelców Karpackich (operacja Treacle), po czym 17/18, 20/21 i 23/24 września 1941 dowoził do Tobruku zaopatrzenie i żołnierzy brytyjskich w ramach operacji Supercharge. W nocy 21/22 października wraz z „Jupiter” i „Kandahar” bombardował stanowiska artylerii koło Tobruku. Na początku listopada dowoził posiłki na Cypr (operacja Glencoe).
25 listopada „Jervis” ratował rozbitków z pancernika „HMS Barham”. 1 grudnia 1941 wziął udział w bezskutecznej próbie przechwycenia włoskich niszczycieli pod Derną (z niszczycielami „Jaguar”, „Jackal” i „Kipling”), podczas której przypadkowy wystrzał „Jervisa” spowodował śmierć dowódcy i 2 marynarzy „Jaguara”. 17 grudnia 1941 wziął udział w I bitwie pod Syrtą. Następnie 18 grudnia 1941, w porcie w Aleksandrii, został uszkodzony w wybuchu norweskiego tankowca „Sagona”, wysadzonego przez włoskich płetwonurków na pojazdach SLC (uszkodzono wówczas pancerniki „Valiant” i „Queen Elizabeth”). Na niszczycielu nie było ofiar, remont z dokowaniem w Aleksandrii trwał do 28 stycznia 1942.
1 lutego 1942 dowództwo „Jervisa” i 14. Flotylli objął komandor Albert Poland. Osłaniał on w tym miesiącu operację konwojową MF-5 (konwoje MW-9/ME-10). 11 marca wziął udział w ratowaniu rozbitków z zatopionego krążownika HMS „Naiad”. 22 marca 1942 „Jervis” brał udział w II bitwie pod Syrtą, w osłonie konwoju na Maltę MW-10 (operacja MG-1), nie dopuszczając przeważających włoskich sił do konwoju. 11 maja 1942 brał udział w wypadzie, podczas którego niemieckie lotnictwo zatopiło pozostałe niszczyciele HMS „Jackal”, „Kipling” i „Lively”. „Jervis” ocalał jako jedyny i uratował 630 rozbitków z zatopionych okrętów. 11–16 czerwca brał udział w nieudanej operacji konwojowej Vigorous na Maltę. W toku dalszych działań, m.in. w nocy 21 grudnia 1942 razem z HMS „Nubian” zatopił u brzegów Tunezji mały parowiec „Dora” (584 BRT).
2 czerwca 1943 roku wraz z niszczycielem „Vasilissa Olga” zaatakował włoski konwój i zatopił koło przylądka Spartivento torpedowiec „Castore” typu Spica.
W 1943 „Jervis” wspierał desanty na Pantellerii (operacja Corkscrew, czerwiec 1943), Sycylii (operacja Husky, sierpień 1943), w Kalabrii i pod Salerno (wrzesień 1943), ostrzeliwując cele lądowe. Jesienią 1943 brał udział w nieudanej kampanii na Morzu Egejskim. W styczniu 1944 brał udział we wsparciu desantu pod Anzio i został tam wówczas uszkodzony niemiecką bombą kierowaną Hs 293, która oderwała dziób (podczas tego ataku został zatopiony HMS „Janus”).

### Służba od 1944
Po remoncie, „Jervis” powrócił w skład Floty Metropolii. Pod dowództwem kmdra ppor. Rogera Hilla brał udział w osłonie lądowania w Normandii w czerwcu 1944, następnie w dalszych operacjach na wodach Zachodniej Europy.
We wrześniu 1944 został wycofany z czynnej służby w oczekiwaniu na modernizację. W maju 1945 powrócił do służby, pełniąc zadania policyjne na Morzu Śródziemnym i Morzu Egejskim. W maju 1946 został wycofany do rezerwy, pełniąc następnie rolę okrętu szkolnego kadetów. W 1954 został sprzedany na złom i następnie złomowany w Troon nad Firth of Clyde w Szkocji.

### Podsumowanie
„Jervis” został odznaczony aż 13 brytyjskimi honorami bojowymi (Battle Honours) – poza nim, taką liczbę odznaczeń zdobył jedynie niszczyciel HMS „Nubian”, krążownik HMS „Orion”, a większą tylko pancernik HMS „Warspite” (14, w tym 13 za II wojnę św.). „Jervis” miał odznaczenia:
- Morze Śródziemne 1940-1942,
- Libia 1940-1942,
- konwoje maltańskie 1941-1942,
- bitwa pod Matapanem 1941,
- Sfax (konwój Tarigo) 1941,
- bitwa o Kretę 1941,
- bitwę pod Syrtą 1942,
- lądowanie na Sycylii 1943,
- lądowanie pod Salerno 1943,
- walki na Adriatyku 1943,
- kampania na Morzu Egejskim 1943,
- lądowanie pod Anzio 1943
- lądowanie w Normandii 1944.

Zyskał też sławę „szczęśliwego” okrętu, który dosłużył do końca wojny i na którym nikt z jego załogi nie zginął podczas akcji bojowych.
Dowódcy (lista niepełna):
- 1939 – maj 1940: Cpt (komandor) Philip Mack
- maj 1940 – lipiec 1940: Lt Cdr (kmdr ppor) A.F. Burnell-Nugent
- lipiec 1940 – 1 lutego 1942: Cpt (komandor) Philip Mack
- 1 lutego 1942 – sierpień 1942: Cpt (komandor) Albert L. Poland
- listopad 1943 – grudzień 1943: Cpt Harold Henderson
- luty 1944 – wrzesień 1944: Roger Hill

Opis okrętu i szczegółowe dane – zobacz Niszczyciele typu J/K/N

## Dane techniczne
Uzbrojenie i wyposażenie:
Uwaga – dane dotyczące zmian uzbrojenia i wyposażenia odnoszą się ogólnie do okrętów typu J, daty zmian w konkretnym przypadku są orientacyjne.
- 6 dział 120 mm QF Mk XII na podwójnych podstawach CP Mk XIX, osłoniętych maskami (3xII)
  - długość lufy: L/45 (45 kalibrów), donośność maksymalna 15 520 m, kąt podniesienia +40°, masa pocisku 22,7 kg
- 1 działo plot 102 mm QF Mk V na podstawie HA Mk III (w latach 1940/41 – 1942/43, zamiast aparatu torpedowego)
  - długość lufy: L/45, kąt podniesienia +80°, masa pocisku 14,06 kg
- 4 automatyczne armaty przeciwlotnicze 40 mm Vickers Mk VIII („pom-pom”) poczwórnie sprzężone na podstawie Mk VII (1xIV)
- 2-10 automatycznych działek plot 20 mm Oerlikon 20 mm (od 1941, liczba stopniowo wzrastała, 2xI do 6xI, później 4xII i 2xI))
- 8 wkm plot 12,7 mm Vickers Mk III (2xIV) (do 1941)
- 10 wyrzutni torpedowych 533 mm w dwóch aparatach torpedowych PR Mk II (2xV), 10 torped Mk IX (pomiędzy 1940/41 i 1942/43 – 5 wyrzutni)
- 1 zrzutnia na 6 bomb i 2 miotacze bomb głębinowych (20-45 bomb głębinowych)

Wyposażenie
- hydrolokator
- system kierowania ogniem artylerii: dalocelownik (DCT) i główny dalmierz (na nadbudówce dziobowej)
- radar dozoru ogólnego Typ 286 (od 1941, na głównym maszcie), później Typ 291
- radar kierowania ogniem plot Typ 285 (od 1941, na stanowisku dalmierza)
- radar dozoru nawodnego Typ 271 (w II połowie wojny, na śródokręciu)
- radar dozoru nawodnego Typ 293 (pod koniec wojny na maszcie głównym)